# 須藤正彦
須藤 正彦（すどう まさひこ、1942年（昭和17年）12月27日 - 2016年（平成28年）11月5日）は、日本の弁護士。最高裁判所判事を経て、東京電力ホールディングス取締役。

## 人物
栃木県足利市出身。栃木県立足利高等学校、中央大学法学部法律学科卒業。1970年4月に弁護士登録後、みなと協和法律事務所に所属。法学博士。
東京弁護士会副会長、財団法人法律扶助協会常務理事、最高裁判所司法研修所教官（民事弁護）、日本弁護士連合会綱紀委員会委員長、東京都労働委員会公益委員、国際医療福祉大学客員教授を歴任。そごうグループ民事再生申立代理人、日本長期信用銀行内部調査委員を務める。
2009年（平成21年）12月28日に最高裁判所判事に67歳で就任。67歳での最高裁裁判官就任は三淵忠彦、奧野久之に次ぐ3人目。最高裁判所裁判官国民審査は最高裁裁判官に就任後の衆議院議員総選挙と同時に行われるが、就任時の衆議院議員任期満了日が2013年8月29日の一方で定年退官予定日は2012年12月26日と8ヶ月も前であった。定年退官の1ヶ月前の2012年11月14日に野田佳彦内閣総理大臣が2日後の衆議院解散を予告表明して2日後の11月16日に衆議院解散をするまで第46回衆議院議員総選挙の実施日が不明瞭であり、当時の政界の状況次第では審査を受けないまま定年退官する可能性があった。前述の通りに解散総選挙の日程が決まったため、定年退官10日前の12月16日に国民審査に付され、罷免を可とする票4,674,807票、罷免を可とする率8.09%で信任された。69歳356日で最高裁裁判官国民審査に付されたのは歴代最高齢である。
定年退官日の12月26日は衆院選の結果で野田政権から第2次安倍政権への政権交代となった影響により後任の人事が進められず、弁護士出身の鬼丸かおるが後任として2013年2月6日に就任するまで、最高裁判所判事の席は41日間にわたって一つ空席の状態が続いた。
2014年4月、旭日大綬章を受章。2014年6月東京電力株式会社取締役。2014年6月東京電力ホールディングス株式会社取締役。
2016年11月5日死去。叙従三位。

## 主な裁判
下記の判決は、当然に須藤裁判官一人で下されたものではない。最高裁の最終判断は多数決であり、判決文には反対意見や補足意見も付される。
- 2010年（平成22年）11月8日、大分替え玉保険金殺人事件の上告審判決で一、二審の死刑判決を支持、上告を棄却。
- 2011年（平成23年）2月18日、武富士創業家の贈与税訴訟の最高裁第二小法廷にて、課税を適法とした二審・東京高裁判決を破棄して、国に1,330億円の追徴取り消しを命じ、裁判中の利子も加えた約2千億円を、武井俊樹に返還する逆転判決を出す。
- 2011年（平成23年）5月30日、君が代斉唱不起立、再雇用拒否訴訟の上告審判決で、「職務命令には必要性と合理性がある」とし、上告を棄却。
- 2012年（平成24年）11月13日、冤罪が疑われ続けている高知白バイ衝突死事故で有罪となった元バス運転手が「証拠が捏造された」として県などに損害賠償を求めた訴訟で、最高裁第二小法廷にて、原告側の上告を棄却した。

## 著書・論文
- 『ゴルフ会員権の譲渡に関する研究 - 契約上の地位の譲渡の一態様として』（信山社、1992年）
- 『精説不良債権処理 - 引当・償却とデット・エクイティ・スワップ、証券化』（経済法令研究会、2004年）

共著
- 『注解破産法』（第1版、青林書院）
- 『民事実務読本I』（東京布井出版）
- 『民事執行の基礎と応用』（青林書院）

論文
- 「義務償還株式」（『最新倒産法・会社法をめぐる実務上の諸問題』）
- 「ヘルパー派遣における高齢者の救済手続」（『民事司法の法理と政策下巻』）
- 「ABLの2方面での役割と法的扱い」（NBL879号）